# Трајон (Оклахома)
Трајон (енгл. Tryon) град је у америчкој савезној држави Оклахома.

## Демографија
По попису из 2010. године број становника је 491, што је 43 (9,6%) становника више него 2000. године.
| Група             | 2000.       | 2010.       |
| Белци             | 366 (81,7%) | 404 (82,3%) |
| Афроамериканци    | 0 (0,0%)    | 1 (0,2%)    |
| Азијати           | 0 (0,0%)    | 0 (0,0%)    |
| Хиспаноамериканци | 9 (2,0%)    | 10 (2,0%)   |
| Укупно            | 448         | 491         |